# چیناری (آرتساخ)
چیناری (ارمنی: Չինարի؛ ترکی آذربایجانی: Chinari) یک منطقهٔ مسکونی در جمهوری آرتساخ است که در استان مارتاکرت واقع شده‌است.